# 回山镇
回山镇，中国浙江省绍兴市新昌县下辖的一个镇。2019年12月26日，撤销回山镇、双彩乡建制，合并设立新的回山镇。

## 行政区划
回山镇现辖：
回山村、下山村、官元村、贤辅村、西丁村、官塘村、上市场村、宅下丁村、雅里村、植林村、顶山村、屯外村、高湾村、晨光村、蟠溪村、樟花村、大宅里村、中宅村、王家市村、柘前村、前陈村、旧里村、新洋村、上下西岭村、红联村和荷塘村。